# Leopold Ernst von Firmian
Leopold Ernst von Firmian (Trento, 22 de setembro de 1708 - Passau, 13 de março de 1783) foi um cardeal do século XVIII.

## Biografia
Nasceu em Trento em 22 de setembro de 1708. Primeiro filho do barão Franz Alfons Georg von Firmian, camareiro imperial e conselheiro real, e da condessa Barbara Elisabeth von Thun. Seu irmão Franz era confidente especial do imperador José II; outro irmão, Vigilius Augustine, foi bispo de Lavant (1744-1754); e seu irmão mais novo, Karl Joseph, era plenipotenciário austríaco em Milão. Sobrinho de Leopold Anton von Firmian, arcebispo de Salzburgo. Sobrinho de Joseph Maria von Thun, bispo de Gurk (1741-1762); e de Passau (1762-1763). Tio de Franz Karl von Firmian, bispo titular de Ascalon, auxiliar de Passau (1773-1778). Tio-avô de Leopold Maximilian von Firmian, bispo titular de Tiberíades e auxiliar de Passau (1797-1800), bispo de Lavant (1800-1822) e arcebispo de Viena (1822-1831). Ele também está listado como Leopold Ernst Passau;
Completou seus estudos de ginástica em Trento; depois, estudou filosofia em Graz, 1724-1726; e teologia no Pontifício Collegium Germanicum jesuíta , Roma, 1726-1729; embora estivesse de acordo com os professores jesuítas, estabeleceu contatos tanto com o círculo reformista em torno dos dominicanos como, posteriormente, com o cardeal Giuseppe Agostino Orsi, OP; ali ele encontrou e se familiarizou com a literatura jansenista que deu a base teológica para a alta seriedade moral que ele praticou ao longo de sua própria vida. Por motivos de saúde, ele teve que deixar Roma em 1729, e completou seus estudos de direito em Salzburgo. Lá ele também se juntou ao círculo Muratori, que defendia a reforma da Igreja.
Domizellar em Trento e Passau, desde 1723; e em Salzburgo em 1728.
Ordenado, 25 de setembro de 1729, por seu tio o arcebispo, com dispensa papal por não ter ainda atingido a idade canônica. Presidente Consistorial em Salzburgo, 1730-1739; e reitor em Trento. Decano do capítulo da catedral metropolitana de Salzburgo, 1733. Ele se destacou como um excelente administrador, bem como um diplomata astuto.
Eleito bispo de Seckau em 13 de fevereiro de 1739. Consagrado em 1º de março de 1739, na catedral de Salzburgo, por Leopold Anton Eleutherius von Firmian, arcebispo de Salzburgo, seu tio, assistido por Joseph Franz Valerian Felix von Arco, bispo de Chiemsee, e por Ferdinand Joseph von Sarentheim, bispo titular de Hypsus. Seu lema episcopal era Dextera Domini exaltavit me. Durante a Guerra da Sucessão Austríaca, 1740-1748, juntamente com seu irmão Agostinho Vigílio, implorou em vão ao arcebispo, seu tio, uma política de neutralidade em relação à Baviera. Vigário geral para os distritos de Salzburgo da Estíria e Neustadt, 1741-1763. O bispo Firmiano dedicou-se de todo o coração à reforma de sua diocese e das regiões da arquidiocese de Salzburgo sob seus cuidados. Ele colocou uma forte ênfase na pregação e no ensino da doutrina cristã. Suas reservas sobre os muitos feriados e peregrinações deixaram claro que uma nova era religiosa havia começado. O aumento do protestantismo secreto, especialmente na Alta Estíria, causou-lhe grande preocupação. O empenho do Bispo Firmiano na famosa missão catequética do jesuíta Ignaz Parham garantiu-lhe um lugar de destaque na história da Missão do Povo. Concedeu dispensa para aceitar a eleição para coadjutor de Trento, com direito de sucessão, feita pelo capítulo da catedral em 29 de maio de 1748. Reorganizou a diocese e tentou resolver os inúmeros problemas criados durante a administração do bispo Dominick Antonius von Thun. Renunciou à coadjutoria, em 20 de janeiro de 1756, e voltou para sua diocese Seckau. Em 1761, foi candidato à diocese de Passau, mas acabou abandonando a candidatura em favor de Joseph Maria von Thun, bispo de Gurk quando este faleceu inesperadamente em 1763, o bispo Firmiano foi postulado por unanimidade com o apoio da imperatriz Maria Teresa . Eleito bispo de Passau pelo capítulo da catedral, em 1º de setembro de 1763; preconizado, 26 de setembro de 1763; nesse mesmo dia foi-lhe concedido o pálio. Ele foi autorizado a manter seus benefícios fora de Passau. Ele permaneceu um dos conselheiros mais próximos da imperatriz até sua morte. Em Passau, o bispo Firmiano dedicou sua atenção, como antes em Seckau, à educação dos padres. Embora ele geralmente fosse positivo sobre a Companhia de Jesus, ele se recusou, como seu antecessor, o bispo von Thun, a dar-lhes competência exclusiva nessa área. E assim, o recém-fundado seminário, denominadoJosefo-Leopoldinos, pois os padres seculares eram liderados não pelos jesuítas, mas pelo clero secular; o bispo escreveu seus estatutos à mão e os publicou em 1764. As casas sacerdotais em Enns (Alta Áustria) e Gutenbrunn (Baixa Áustria) encontraram no bispo Firmiano um enérgico promotor. Em sua carta pastoral de 1764, "Pastor Bonus", na qual segue o trabalho de Jan Opstraet, teólogo pastoral da Universidade de Louvain, foi recomendado como guia para os párocos da diocese. Dado que na Estíria, Salzburgo e na parte austríaca de Passau existia um protestantismo secreto, ele considerou necessário criar um contrapeso por um clero educado, de piedade pessoal e integridade de vida, que pudesse oferecer ajuda espiritual ao povo. Do "Pastor Bonus", o Bispo Firmiano esperava uma profunda renovação da pastoral, a contenção das heresias difundidas, e a consolidação da moral cristã. Em 1764, foi denunciado em Roma como jansenista. Houve sérios confrontos e o bispo recusou, apesar de repetidas advertências, o confisco das obras listadas no Índice. Embora as suspeitas do bispo Firmiano de que os jesuítas fossem a causa da ação em Roma contra o "Pastor Bonus" e seu seminário secular do clero não fossem totalmente infundadas, ele agiu com muito cuidado na supressão da Companhia de Jesus. Ele não era inimigo dos jesuítas nem jansenista em sentido estrito. Em última análise, ele estava pouco interessado na luta doutrinária e ascética entre jesuítas e jansenistas. Em vez disso, sua preocupação era pastoral, conforme promovido no trabalho de Opstraet. Com a ajuda de ex-jesuítas, reorganizou todo o sistema escolar; e quando fundou a Prince Bishop Academy, as faculdades filosóficas, jurídicas e teológicas foram formadas por ex-jesuítas. Em 13 anos, ele visitou quase todas as 850 paróquias de sua vasta diocese. Ele não apenas celebrou a Eucaristia com os fiéis, mas também pregou e deu catequese; ele recebeu em todos os lugares delegações de fiéis que lhe contaram quais eram seus desejos. Condecorado pelo imperador da Áustria com a grã-cruz da Ordem Austríaca de Sankt Stefan em 1765.
Criado cardeal sacerdote no consistório de 14 de dezembro de 1772; o papa enviou-lhe o barrete vermelho com a data breve apostólica 9 de janeiro de 1773. Depois de reduzir o número de feriados em 1773, regulamentou também a celebração secular dos domingos e feriados. Todas as peças e diversões públicas foram proibidas, apesar dos protestos do povo naqueles dias. Além disso, as procissões e romarias foram gradualmente diminuindo. Seu foco era contra todas as formas de superstição. Não participou do conclave de 1774-1775, que elegeu o Papa Pio VI. Ele saudou o Edito de Tolerância emitido pelo imperador Joseph II em 1781. As regras de conduta que o cardeal havia emitido para seu clero iam além do conteúdo do decreto do governo. Queria a conversão dos protestantes pela vida exemplar dos católicos, e principalmente do clero. Recebeu o gorro vermelho e o título de S. Pietro in Montorio no consistório celebrado pelo Papa Pio VI em Viena, em 19 de abril de 1782. O estilo de vida e a vida na corte do cardeal Firmiano foram determinados pelo esplendor rococó dos príncipes espirituais. Como construtor e patrono da própria diocese, construiu e restaurou vários monumentos: a nova residência episcopal (1765-1771); o pavilhão de caça Thyrnau; os bem-dotados escritórios do tribunal; o Hospital Geral em 1773; novas aldeias na "Land der Abtei"; e novas estradas, que beneficiaram toda a população. Ele ganhou grande simpatia de seus súditos nos anos de fome de 1770-1772: enquanto a Baviera e a Áustria na época recusavam qualquer ajuda, ele conseguiu trazer grãos da Itália para Passau às suas próprias custas. Além disso, a consolidação da diocese era uma grande preocupação dele. Por meio de tratados com a Áustria em 1765 e 1782, ele conseguiu formar um território fechado de cerca de 18 milhas quadradas com aproximadamente 50.000 residentes.
Morreu em Passau em 13 de março de 1783. Exposto e enterrado na cripta dos bispos da catedral de Passau.